# Apró tarlósáska
Az apró tarlósáska (Omocestus minutus) a sáskafélék családjába tartozó, Délkelet-Európában és Kis-Ázsiában honos sáskafaj.

## Megjelenése
Az apró tarlósáska testhossza a hím esetében 10-14 mm, a nőstény 13-15 mm. Kis termetű, karcsú testalkatú sáska. Alapszíne szürkéssárgás, ritkán barna vagy vöröses. A torpajzs élei befelé törnek és sötét sávval hangsúlyozott fehér csík díszíti őket. A hím potrohvége legfeljebb enyhén narancssárgás, soha nem feltűnően színes. A szárnyak túlérnek a térden (ebben különbözik a szőke tarlósáskától). Az elülső szárnyak sötéten foltosak, a stigma fehér vagy sárga. 
Éneke halk, 1-1,5 másodperces strófákból áll. A syllabusok gyorsan követik egymást, így kellemes cirpelésnek hangzik. 

### Hasonló fajok
A barna tarlósáska és a szőke tarlósáska hasonlít hozzá, de azoknál karcsúbb és világosabb színezetű.

## Elterjedése
Délkelet-Európában (Dél- és Kelet-Balkán, Dél-Ukrajna, Dél-Oroszország) és Kis-Ázsiában honos. Magyarországon 2009-ben észlelték először Bugacon, azóta is csak néhányszor azonosították.

## Életmódja
Meleg, száraz, nyílt gyepeken, homokgyepeken, ritkás bozótosokban, erdőszéleken fordul elő, ahol a talajt nem takarja teljesen növényzet.
Kifejlett egyedeivel júniustól októberig találkozhatunk. A nőstény a talajba rakja petéit, amelyekből áttelelés után április-májusban kelnek ki a lárvák. 
Magyarországon nem védett.